# Столець (Лодзинське воєводство)
Столець (пол. Stolec) — село в Польщі, у гміні Злочев Серадзького повіту Лодзинського воєводства.
Населення — 371 особа (2011).
У 1975-1998 роках село належало до Серадзького воєводства.

## Демографія
Демографічна структура станом на 31 березня 2011 року:
|          | Загалом | Допрацездатний вік | Працездатний вік | Постпрацездатний вік |
| -------- | ------- | ------------------ | ---------------- | -------------------- |
| Чоловіки | 196     | 48                 | 125              | 23                   |
| Жінки    | 175     | 29                 | 99               | 47                   |
| Разом    | 371     | 77                 | 224              | 70                   |